# Riu Madura
Madura és un riu d'Assam al districte de North Cachar Hills on neix i on és conegut també com a Bongpai. Desaigua a la part nord o riba dreta del riu Barak. Té una legenda associada un raja de Cachar: aquest raja havia perdut el tron i va tenir un somni, en el que anava al riu i agafava alguna cosa que se li acostava; l'endemà ho va fer, i va veure que se li acostava una serp a la que va agafar i llavors es va transformar en espasa amb la qual va poder recuperar el seu tron; l'espasa fou adorada després com a deessa Ranchandi (nom alternatiu per Durga) i va esdevenir la deïtat nacional dels cacharis; l'espasa es va conservar per sempre a la seu del govern fins a l'annexió britànica quan la rani se la va emportar a Barkhola. Els anglesos la van agafar al cap d'uns anys i això va provocar la revolta cachari del 1882.